# Водяные козлы
Водяны́е козлы́ (лат. Kobus) — род африканских антилоп из семейства полорогих. Они относятся к одноимённому подсемейству водяных козлов (Reduncinae) и находятся в близком родстве с редунками. Состоит из пяти видов:
- Обыкновенный водяной козёл (Kobus ellipsiprymnus)
- Суданский козёл (Kobus megaceros)
- Личи (Kobus leche)
- Коб (Kobus kob)
- Пуку (Kobus vardonii)

Коб и пуку иногда выделяются в отдельный род Adenota, а личи и суданский козёл — в род Onotragus. Рога имеются только у самцов. Их длина от 50 см, в некоторых случаях до 1 м. Рога выгнуты назад и вверх. Все виды привязаны к водоёмам и обитают только в болотистых биосферах. Водяные козлы, как правило, образует стада, состав которых в зависимости от вида варьирует.